# The Jethro Tull Christmas Album
The Jethro Tull Christmas Album ist das 21. Studioalbum der
britischen Progressive-Rock-Band Jethro Tull.

## Geschichte
The Jethro Tull Christmas Album wurde am 30. September 2003 veröffentlicht.

## Album
Das Album ist eine Mischung aus Neuem, Neuaufnahmen von Jethro Tulls eigenem Material passend zum Thema und Arrangements traditioneller christlicher Musik.
Ian Anderson erklärte hierzu: „Weder bin ich überzeugter Christ noch denke ich, dass unser 'Christmas Album' etwas mit dem Müll zu tun hat, den irgendwelche halbseidenen Künstler sonst so am Ende des Jahres unter die Leute zu streuen versuchen. Nein, was wir damit erreichen wollen: Eine Platte aufzunehmen, die die sehr spezielle, besinnliche Stimmung, die zumindest in unseren Breitengraden um die Weihnachtszeit herrscht, einzufangen. Weihnachten lebt sehr viel von Ritualen, was ich dieser Jahreszeit hoch anrechne. Und in konfusen Zeiten wie den unseren brauchen wir mehr denn je Rituale, Symbolik, eine eigene Identität. Unter diesem Aspekt ist die CD entstanden.“
Nach seinem Lieblingssong von Jethro Tull gefragt, nennt Ian Anderson A Christmas Song. Diesen gibt es als Single seit 1969, zuerst auf einem Album 1972 Living in the Past und später noch auf anderen Alben in Namensvarianten mit „a“, „the“ oder ohne Artikel. Another Christmas Song, das darauf folgende Stück des Albums, gehört zu den drei The Dressing Room Tapes, die zuerst am 13. Oktober 1989 in Zürich in einer Künstlergarderobe des Hallenstadions aufgenommen wurden. Schlagzeug wurde nicht verwendet. Später ist der Song als einer der Bonustitel der remastered CD 2006 von Rock Island hinzugefügt worden.
Ian Anderson meint zum Lied Birthday Card at Christmas:
„Meine Tochter Gael, wie Millionen anderer Unglücklicher, feiert ihren Geburtstag kurz vor Weihnachten. Im Schatten des großen Anlasses können solche Geburtstage flach, oberflächlich, flüchtig und ereignislos vorbei gehen. Die entmutigende Party- und festliche Feier des christlichen Kalenders überschattet auch, argumentieren einige vielleicht, den bescheidenen Geburtstag eines Herrn J. Christus. Lustiger alter 25. Dezember …“
Sehr ungewöhnlich für Jethro Tull ist die große Zahl von Stücken, die nicht von Ian Anderson komponiert sind, darunter adaptierte klassische Stücke wie die Pavane von Gabriel Fauré, die Bourrée von Johann Sebastian Bach und Traditionals. Außerdem ist, für Jethro Tull ebenso unüblich, der hohe Anteil an christlicher Musik signifikant, besonders bei der Konzertaufnahme Christmas at St Bride’s 2008.
Das Instrumental A Winter Snowscape von Martin Lancelot Barre bildet den Schluss. Er wurde bei Jethro Tull bis dahin selten als Komponist genannt, höchstens einmal als Co-Komponist erwähnt.

### Extratitel
2009 wurde das Live-Album Christmas at St Bride’s 2008 dem ursprünglichen Album hinzugefügt und das Ganze als Doppel-CD veröffentlicht.

## Titelliste

### Stücke CD1
1. Birthday Card at Christmas (Ian Anderson) – 3:37
2. Holly Herald (instrumental Medley, bearbeitet von Anderson) – 4:16
3. A Christmas Song (Anderson) – 2:47
4. Another Christmas Song (Anderson) – 3:31
5. God Rest Ye Merry, Gentlemen (altüberliefertes Instrumental, bearbeitet von Anderson) – 4:35
6. Jack Frost and the Hooded Crow (Anderson) – 3:37
7. Last Man at the Party (Anderson) – 4:48
8. Weathercock (Anderson) – 4:17
9. Pavane (Instrumental, Gabriel Fauré, bearbeitet von Anderson) – 4:19
10. First Snow on Brooklyn (Anderson) – 4:57
11. Greensleeved (altüberliefertes Instrumental basierend auf Greensleeves bearbeitet von Anderson) – 2:39
12. Fire at Midnight (Anderson) – 2:26
13. We Five Kings (Instrumental We Three Kings, Rev. J. Hopkins, bearbeitet von Anderson) – 3:16
14. Ring Out Solstice Bells (Anderson) – 4:04
15. Bourée (Instrumental von J. S. Bach, bearbeitet von Anderson) – 4:25
16. A Winter Snowscape (Instrumental, Martin Barre) – 4:57

Die Titel 3, 4, 6, 8, 12, 14, und 15 sind Neuaufnahmen von bereits veröffentlichten Stücken. Bourée wurde jedoch in der musikalischen Gestaltung erheblich geändert.

### Stücke CD2
Christmas at St Bride’s 2008
Konzertaufnahme in der St Bride’s Church
1. Weathercock (Ian Anderson) – 4:41
2. Introduction: Rev. George Pitcher / Choir: What Cheer (William Walton) – 3:32
3. A Christmas Song (Anderson) – 3:19
4. Living in These Hard Times (Anderson) – 3:44
5. Choir: Silent Night (Traditional) – 3:06
6. Reading: Ian Anderson, Marmion (Sir Walter Scott) – 2:17
7. Jack in the Green (Anderson) – 2:33
8. Another Christmas Song (Anderson) – 3:56
9. Reading: Gavin Esler, God’s Grandeur (Gerard Manley Hopkins) – 1:50
10. Choir: Oh, Come All Ye Faithful (Traditional) – 3:50
11. Reading: Mark Billingham, The Ballad of The Breadman (Charles Causley) – 3:33
12. A Winter Snowscape (Martin Barre) – 3:39
13. Reading: Andrew Lincoln, Christmas (Sir John Betjeman) – 3:12
14. Fire at Midnight (Anderson) – 3:38
15. We Five Kings (Instrumental We Three Kings, Rev. J. Hopkins, bearbeitet von Anderson) – 3:19
16. Choir: Gaudete (altüberliefert, bearbeitet von Anderson) – 3:39
17. God Rest Ye Merry, Gentlemen / Thick as a Brick (altüberliefert, bearbeitet von Anderson / Anderson) – 10:25

## Besetzung
zusätzliche Musiker
- James Duncan – Schlagzeug
- Dave Pegg – Bass, Mandoline

- Das Sturcz Streichquartett:

- Gábor Csonka – erste Violine
- Péter Szilágyi – zweite Violine
- Gyula Benkő – Viola
- András Sturcz – Violoncello (Leiter)

## Rezeption
Den skeptisch an die Rezension herangegangenen Eclipsed-Mitarbeiter Stefan Oswald überzeugte der unverkrampfte, kitschfreie Charakter des Albums.